# Тарадайко, Всеволод Семёнович
Все́волод Семёнович Тарада́йко (29 апреля 1924 год, село Ново-Покровское — 29 августа 1996 год, Тернопольская область) — начальник комбината «Донецкуголь» Министерства угольной промышленности Украинской ССР, Донецкая область. Герой Социалистического Труда (1971). Депутат Верховного Совета УССР 7—9 созывов. Кандидат технических наук (1973).

## Биография
Родился 29 апреля 1924 года в крестьянской семье в селе Ново-Покровское (ныне — Новопокровка Николаевского района Одесской области).
С 1941 года находился в эвакуации в Узбекской ССР. В сентябре 1942 года призван в Красную Армию. С февраля 1943 году участвовал в Великой Отечественной войне в составе 363-й отдельной роты связи 259-й стрелковой дивизии Юго-Западного фронта. Служил радистом. В 1944 году вступил в ВКП(б).
В 1950 году окончил Донецкий индустриальный институт.
С 1950 года — начальник участка, главный инженер, начальник шахты треста «Торезантрацит» Сталинской области.
В 1956—1957 годах — инспектор ЦК КП Украины.
С 1957 года — главный инженер треста «Торезантрацит», заместитель начальника, главный инженер комбината «Артёмуголь» Донецкой области.
С 1964—1974 год — главный инженер, начальник комбината «Донецкуголь» Донецкой области. При его участии была введена в эксплуатацию шахта «Мушкетовская-Заперевальная» № 2.
В 1971 году удостоен звания Героя Социалистического Труда.
С августа 1974 — по январь 1978 — 1-й заместитель Министра угольной промышленности Украинской ССР.
С января 1978 года — начальник отдела угольной промышленности Госплана СССР.

## Сочинения
- Рубежи шахтёров, [Украина в 10-й пятилетке], Киев, изд. Техника, 1976, 54 стр.

## Награды
- Герой Социалистического Труда — указом Президиума Верховного Совета СССР от 30 марта 1971 года
- Орден Ленина
- Орден Трудового Красного Знамени
- Орден Отечественной войны II степени
- Заслуженный шахтёр Украинской ССР